# Torneo de Pekín 2017
El China Open 2017 fue un torneo de tenis que perteneció tanto a la ATP en la categoría de ATP World Tour 500 como a la WTA en la categoría Premier Mandatory. Los eventos femeninos y los eventos masculinos se llevaron a cabo en el Centro de Tenis del Parque Olímpico de Pekín (Olympic Green Tennis Center, en inglés) de Pekín, China, del 30 de septiembre al 8 de octubre de 2017 sobre pista dura.

## Puntos y premios

### Distribución de puntos
| Evento               | G    | F   | SF  | CF  | R16 | R32 | R64 | Q  | Q2 | Q1 |
| Individual masculino | 500  | 300 | 180 | 90  | 45  | 0   | —   | 20 | 10 | 0  |
| Dobles masculino     | 500  | 300 | 180 | 90  | 0   | —   | —   | —  | —  | —  |
| Individual femenino  | 1000 | 650 | 390 | 215 | 120 | 65  | 10  | 30 | 20 | 2  |
| Dobles femenino      | 1000 | 650 | 390 | 215 | 120 | 10  | —   | —  | —  | —  |

### Premios monetarios
| Evento               | G           | F         | SF        | CF        | R16      | R32      | R64      | C2      | C1      |
| Individual masculino | $ 652 370   | $ 319 825 | $ 160 930 | $ 81 845  | $ 42 505 | $ 22 415 | —        | $ 5 160 | $ 2 630 |
| Dobles masculino     | $ 196 420   | $ 96 160  | $ 48 230  | $ 24 755  | $ 12 800 | —        | —        | —       | —       |
| Individual femenino  | $ 1 271 525 | $ 636 300 | $ 310 455 | $ 149 138 | $ 71 774 | $ 34 744 | $ 19 960 | $ 5 315 | $ 3 090 |
| Dobles femenino      | $ 430 180   | $ 215 865 | $ 96 100  | $ 44 354  | $ 20 700 | $ 9 615  | —        | —       | —       |

## Cabezas de serie

### Individuales masculino
| Tenista          | Ranking | Preclasificado |
| Rafael Nadal     | 1       | 1              |
| Alexander Zverev | 4       | 2              |
| Grigor Dimitrov  | 8       | 3              |
| Pablo Carreño    | 10      | 4              |
| Roberto Bautista | 13      | 5              |
| John Isner       | 17      | 6              |
| Tomáš Berdych    | 19      | 7              |
| Nick Kyrgios     | 20      | 8              |

- Ranking del 25 de septiembre de 2017.[5]

### Dobles masculino
| Tenista                    | Ranking | Preclasificado |
| Henri Kontinen John Peers  | 3       | 1              |
| Łukasz Kubot Marcelo Melo  | 7       | 2              |
| Oliver Marach Mate Pavić   | 39      | 3              |
| Rohan Bopanna Pablo Cuevas | 45      | 4              |

### Individuales femenino
Las cabezas de serie se basan en el ranking WTA del 25 de septiembre de 2017.
La clasificación y los puntos son a fecha 2 de octubre de 2017.
| N.º | Clasif | Jugadora             | Puntos | Puntos a defender | Puntos ganados | Nuevos puntos | Actuación en el torneo                           |
| --- | ------ | -------------------- | ------ | ----------------- | -------------- | ------------- | ------------------------------------------------ |
| 1   | 1      | Garbiñe Muguruza     | 6245   | 120               | 10             | 6135          | Primera ronda, se retiró ante Barbora Strýcová   |
| 2   | 2      | Simona Halep         | 5645   | 120               | 650            | 6175          | Final, perdió ante Caroline Garcia               |
| 3   | 3      | Elina Svitolina      | 5640   | 390               | 215            | 5465          | Cuartos de final, perdió ante Caroline Garcia    |
| 4   | 4      | Karolína Plíšková    | 5605   | 120               | 120            | 5605          | Tercera ronda, perdió ante Sorana Cîrstea        |
| 5   | 6      | Caroline Wozniacki   | 4640   | 120               | 120            | 4640          | Tercera ronda, perdió ante Petra Kvitová [12]    |
| 6   | 7      | Johanna Konta        | 4435   | 650               | 10             | 3795          | Primera ronda, perdió ante Monica Niculescu      |
| 7   | 9      | Svetlana Kuznetsova  | 4115   | 120               | 10             | 4005          | Primera ronda, perdió ante Lara Arruabarrena [Q] |
| 8   | 10     | Dominika Cibulková   | 3330   | 65                | 10             | 3275          | Primera ronda, perdió ante Elise Mertens         |
| 9   | 8      | Jeļena Ostapenko     | 4130   | 10                | 390            | 4510          | Semifinales, perdió ante Simona Halep [2]        |
| 10  | 12     | Angelique Kerber     | 3236   | 120               | 65             | 3181          | Segunda ronda, perdió ante Alizé Cornet          |
| 11  | 11     | Agnieszka Radwańska  | 3250   | 1000              | 120            | 2370          | Tercera ronda, perdió ante Daria Kasátkina       |
| 12  | 18     | Petra Kvitová        | 2357   | 215               | 390            | 2532          | Semifinales, perdió ante Caroline Garcia         |
| 13  | 14     | Kristina Mladenovic  | 3090   | 65                | 10             | 3035          | Primera ronda, perdió ante Duan Yingying [WC]    |
| 14  | 16     | Coco Vandeweghe      | 2764   | 10                | 65             | 2819          | Segunda ronda, se retiró ante Daria Gavrilova    |
| 15  | 17     | Sloane Stephens      | 2712   | 0                 | 10             | 2722          | Primera ronda, perdió ante Christina McHale [Q]  |
| 16  | 19     | Anastasija Sevastova | 2295   | 10                | 10             | 2295          | Primera ronda, perdió ante María Sharápova [WC]  |

### Dobles femenino
| Tenista                             | Ranking | Preclasificada |
| Chan Yung-jan Martina Hingis        | 3       | 1              |
| Yekaterina Makarova Yelena Vesnina  | 10      | 2              |
| Sania Mirza Peng Shuai              | 17      | 3              |
| Tímea Babos Andrea Hlaváčková       | 24      | 4              |
| Kateřina Siniaková Barbora Strýcová | 25      | 5              |
| Ashleigh Barty Casey Dellacqua      | 28      | 6              |
| Gabriela Dabrowski Xu Yifan         | 31      | 7              |
| Anna-Lena Grönefeld Květa Peschke   | 47      | 8              |

## Campeones

### Individual masculino
Rafael Nadal venció a  Nick Kyrgios por 6-2, 6-1

### Individual femenino
Caroline Garcia venció a  Simona Halep por 6-4, 7-6(3)

### Dobles masculino
Henri Kontinen /  John Peers vencieron a  John Isner /  Jack Sock por 6-3, 3-6, [10-7]

### Dobles femenino
Yung-Jan Chan /  Martina Hingis vencieron a  Tímea Babos /  Andrea Hlaváčková por 6-1, 6-4